# 65. BAFTA-gála
A 65. BAFTA-gálát 2012. február 12-én tartotta a Brit film- és televíziós akadémia a Royal Opera Houseban, melynek keretében a 2011. év legjobb filmjeit és alkotóit díjazta.

## Díjazottak és jelöltek
| Legjobb film | Legjobb rendező |
| --- | --- |
| The Artist – A némafilmes - Utódok - Drive – Gázt! - A segítség - Suszter, szabó, baka, kém | Michel Hazanavicius – The Artist – A némafilmes - Tomas Alfredson – Suszter, szabó, baka, kém - Lynne Ramsay – Beszélnünk kell Kevinről - Nicolas Winding Refn – Drive – Gázt! - Martin Scorsese – A leleményes Hugo                                                                                             |
| Legjobb férfi főszereplő | Legjobb női főszereplő |
| Jean Dujardin – The Artist – A némafilmes - George Clooney – Utódok - Michael Fassbender – Shame - A szégyentelen - Gary Oldman – Suszter, szabó, baka, kém - Brad Pitt – Pénzcsináló | Meryl Streep – A Vaslady - Bérénice Bejo – The Artist – A némafilmes - Viola Davis – A segítség - Tilda Swinton – Beszélnünk kell Kevinről - Michelle Williams – Egy hét Marilynnel |
| Legjobb férfi mellékszereplő | Legjobb női mellékszereplő |
| Christopher Plummer – Kezdők - Kenneth Branagh – Egy hét Marilynnel - Jim Broadbent – A Vaslady - Jonah Hill – Pénzcsináló - Philip Seymour Hoffman – A hatalom árnyékában | Octavia Spencer – A segítség - Jessica Chastain – A segítség - Judi Dench – Egy hét Marilynnel - Melissa McCarthy – Koszorúslányok - Carey Mulligan – Drive – Gázt! |
| Legjobb eredeti forgatókönyv | Legjobb adaptált forgatókönyv |
| Michel Hazanavicius – The Artist – A némafilmes - Woody Allen – Éjfélkor Párizsban - John Michael McDonagh – A Guardista - Abi Morgan – A Vaslady - Annie Mumolo, Kristen Wiig – Koszorúslányok | Bridget O'Connor, Peter Straughan – Suszter, szabó, baka, kém - George Clooney, Grant Heslov, Beau Willimon – A hatalom árnyékában - Alexander Payne, Nat Faxon, Jim Rash – Utódok - Tate Taylor – A segítség - Steven Zaillian, Aaron Sorkin – Pénzcsináló                                                      |
| Legjobb operatőr | Legjobb debütálás (brit forgatókönyvíró, filmrendező vagy producer) |
| Guillaume Schiffman – The Artist – A némafilmes - Jeff Cronenweth – A tetovált lány - Hoyte van Hoytema – Suszter, szabó, baka, kém - Janusz Kamiński – Hadak útján - Robert Richardson – A leleményes Hugo | Paddy Considine (rendező), Diarmid Scrimshaw (producer) – Tirannoszaurusz - Joe Cornish (rendező/író) – Idegen arcok - Will Sharpe (rendező/író), Tom Kingsley (rendező), Sarah Brocklehurst (producer) – Black Pond - Ralph Fiennes (rendező) – Coriolanus - Richard Ayoade (rendező/író) – Submarine           |
| Kiemelkedő brit film | Legjobb filmzene |
| Suszter, szabó, baka, kém - Egy hét Marilynnel - Senna - Shame - A szégyentelen - Beszélnünk kell Kevinről | Ludovic Bource – The Artist – A némafilmes - Alberto Iglesias – Suszter, szabó, baka, kém - Trent Reznor, Atticus Ross – A tetovált lány - Howard Shore – A leleményes Hugo - John Williams – Hadak útján |
| Legjobb hang | Legjobb díszlet |
| - Philip Stockton, Eugene Gearty, Tom Fleischman, John Midgley – A leleményes Hugo - John Casali, Howard Bargroff, Doug Cooper, Stephen Griffiths, Andy Shelley – Suszter, szabó, baka, kém - James Mather, Stuart Wilson, Stuart Hilliker, Mike Dowson, Adam Scrivener – Harry Potter és a Halál ereklyéi - 2. rész - Nadine Muse, Gérard Lamps, Michael Krikorian – The Artist – A némafilmes - Stuart Wilson, Gary Rydstrom, Andy Nelson, Tom Johnson, Richard Hymns – Hadak útján | Dante Ferretti, Francesca Lo Schiavo – A leleményes Hugo - Laurence Bennett, Robert Gould – The Artist – A némafilmes - Rick Carter, Lee Sandales – Hadak útján - Stuart Craig, Stephenie McMillan – Harry Potter és a Halál ereklyéi - 2. rész - Maria Djurkovic, Tatiana MacDonald – Suszter, szabó, baka, kém |
| Legjobb vizuális effektek | Legjobb jelmez |
| Tim Burke, John Richardson, Greg Butler, David Vickery – Harry Potter és a Halál ereklyéi - 2. rész - Robert Legato, Ben Grossmann, Joss Williams – A leleményes Hugo - Joe Letteri – Tintin kalandjai - Joe Letteri, Dan Lemmon, R. Christopher White – A majmok bolygója: Lázadás - Ben Morris, Neil Corbould – Hadak útján | Mark Bridges – The Artist – A némafilmes - Jacqueline Durran – Suszter, szabó, baka, kém - Michael O’Connor – Jane Eyre - Sandy Powell – A leleményes Hugo - Jill Taylor – Egy hét Marilynnel |
| Legjobb smink | Legjobb vágás |
| Marese Langan – A Vaslady - Julie Hewett, Cydney Cornell – The Artist – A némafilmes - Amanda Knight, Lisa Tomblin – Harry Potter és a Halál ereklyéi - 2. rész - Morag Ross, Jan Archibald – A leleményes Hugo - Jenny Shircore – Egy hét Marilynnel | Gregers Sall, Chris King – Senna - Anne-Sophie Bion, Michel Hazanavicius – The Artist – A némafilmes - Dino Jonsater – Suszter, szabó, baka, kém - Mat Newman – Drive – Gázt! - Thelma Schoonmaker – A leleményes Hugo                                                                                           |
| Legjobb nem angol nyelvű film | Legjobb animációs film |
| A bőr, amelyben élek (La piel que habito) • Spanyolország - Felperzselt föld (Incendies) • Kanada - Pina • Németország - Született feleség (Potiche) • Franciaország/Belgium - Nader és Simin - Egy elválás története (A Separation) • Irán | Rango - Tintin kalandjai - Karácsony Arthur |
| Legjobb animációs rövidfilm | Legjobb rövidfilm |
| Grant Orchard, Sue Goffe – A Morning Stroll - Afarin Eghbal, Kasia Malipan, Francesca Gardiner – Abuelas - Robert Morgan – Bobby Yeah | John Maclean, Gerardine O'Flynn – Pitch Black Heist - Martina Amati, Gavin Emerson, James Bolton, Ilaria Bernardini – Chalk - Arash Ashtiani, Anshu Poddar – Only Sound Remains - Rungano Nyoni, Gabriel Gauchet – Mwansa the Great - Babak Anvari, Kit Fraser, Gavin Cullen – Two and Two                       |
| Legjobb dokumentumfilm | Orange Rising Star Award |
| Senna - George Harrison: Living in the Material World - Project Nim | Adam Deacon - Chris Hemsworth - Tom Hiddleston - Chris O’Dowd - Eddie Redmayne |

### Kiemelkedő brit hozzájárulás a mozifilmekhez
John Hurt

### Akadémiai tagság
Martin Scorsese

## Legtöbb díj és jelölés

### Díj
- 7 díj: The Artist – A némafilmes
- 2 díj: A leleményes Hugo, A Vaslady, Senna, Suszter, szabó, baka, kém

### Jelölés
- 12 jelölés: The Artist – A némafilmes
- 11 jelölés: Suszter, szabó, baka, kém
- 9 jelölés: A leleményes Hugo
- 6 jelölés: Egy hét Marilynnel
- 5 jelölés: A segítség, Hadak útján
- 4 jelölés: Drive – Gázt!, Harry Potter és a Halál ereklyéi - 2. rész, A Vaslady
- 3 jelölés: Utódok, Pénzcsináló, Senna, Beszélnünk kell Kevinről
- 2 jelölés: Tintin kalandjai, Koszorúslányok, A tetovált lány, A hatalom árnyékában, Shame - A szégyentelen